# Claude Michelet
Claude Michelet (Brive-la-Gaillarde, 30 maggio 1938 – Brive-la-Gaillarde, 26 maggio 2022) è stato uno scrittore francese.

## Biografia
Ex contadino, Claude Michelet era figlio di Edmond Michelet, ministro del generale de Gaulle. Claude Michelet ha iniziato a scrivere molto presto. Ha pubblicato un primo romanzo nel 1965: La Terra che rimane. La sua opera più conosciuta fino ad oggi rimane sicuramente la saga del Vialhe, che ripercorre la vita di una famiglia di agricoltori di Saint-Libéral, un piccolo villaggio di Corrèze, per tutto il XX secolo, di cui la prima opera è il titolo più noto: Dai tordi ai lupi. 
Il suo romanzo Le promesse del cielo e della terra dà anche origine a un'epopea in tre volumi che racconta la storia di giovani francesi che sono partiti per cercare fortuna in Cile alla fine del XIX secolo, la loro storia li porterà all'inizio dei lavori sul Canale di Panama. 
Michelet trasportando il lettore attraverso i suoi romanzi nel mondo dei contadini, innamorato di questa terra che gli è così cara è uno dei principali interpreti della narrativa rurale. Può far rivivere dall'interno il destino di molti agricoltori in Francia nel XX secolo, con l'arrivo dell'Europa e in particolare i problemi incontrati dai piccoli proprietari. 
La sua autobiografia, Once Seven, racconta la sua infanzia e le condizioni di vita sotto l'occupazione. Ci racconta anche della distanza da suo padre, Edmond Michelet, deportato a Dachau. 
Dal 2005 al 2010, Claude Michelet è stato presidente del Environmental Book Prize, della Veolia Environnement Foundation. 
Membro della New School of Brive, è morto a Brive-la-Gaillarde, il 26 maggio 2022, all'età di 83 anni.

## Onorificenze
- Cavaliere della Legione d'Onore
- Commendatore dell'Ordine al merito nazionale

## Premi
- Fighting Writers 'Prize, 1972
- Prix des Volcans, 1975
- Premio Eugène-Le-Roy, 1979
- Prix des libraires, 1980[2]
- Prix de la Paulée de Meursault, 1984
- Prix du Roman populaire, 2007